# Паразит (роман)
«Паразит» (англ. The Parasite) — роман шотландського письменника Артура Конан Дойла, написаний у 1894 році.

## Сюжет
Головним героєм є молодий чоловік, відомий як Остін Гілрой. Він вивчає фізіологію і знає професора, який вивчає окультизм. Молодий чоловік знайомиться з дивною з жінкою середніх років на і'мя міс Пенклоза, яка має потужну психологічну силу. Вона подруга професорової жінки. Скептично налаштовану наречену Гілроя Агату, міс Пенклоза вводить в транс щоб довести свою силу. Все пройшло вдало і Гілрой починає йти в будинок професора, де міс Пенклоза управляє ним через свою могутню силу.
Міс Пенклоза закохується у Гілроя. Вона починає використовувати свою силу для того, щоб змусити його бути ласкавою і ніжною до неї. Він виходить з себе, відкидає її любов, і вона починає управляти ним через свою силу. Серія жорстоких прийомів з ним у кімнаті Агати і він проводить маленьку пляшку сірчаної кислоти. Він зауважує, час — пів на четверту. Він кидається до будинку міс Пенклози і хоче її бачити. Медсестра побачивши його стурбованість повідомила, що вона померла о пів на четверту.